# HMS Tumlaren (1914)
Pour les autres navires du même nom, voir HMS Tumlaren.
Le HM Tumlaren (en suédois, « Marsouin ») est un sous-marin de classe Svärdfisken, utilisé par la Marine royale suédoise à partir de 1914.

## Carrière
Le navire a été commandé au chantier naval Kockums Mekaniska Verkstads AB à Malmö, comme son sister-ship le HMS Svärdfisken, et lancé le 14 octobre 1914. Il a rejoint la flotte à la fin de la même année, le 10 décembre 1914.
Le navire a été retiré du service le 27 novembre 1936 et son sort ultérieur est inconnu.